# Carpe diem
Carpe diem е популярен израз на латински от поема на Хораций. В превод означава „грабни момента“, „живей днес“. Carpe означава „вдигам, отскубвам, събирам“, но Хораций използва думата като „наслаждавам се, използвам“. Във филма „Обществото на мъртвите поети“ тази фраза играе съществена роля. Също така съществуват много песни с това заглавие. Изразът може да се види като надпис на слънчеви часовници.

## Значение на фразата и оригинален текст
Всъщност тази фраза е част от една по-дълга: Carpe diem quam minimum credula postero, която в общи линии се превежда „'Цени мига, не вярвай напразно в утрешния ден!'“ или „Живей днес, не отлагай за утре“.
„Tu ne quaesieris, scire nefas, quem mihi, quem tibi
finem di dederint, Leuconoe, nec Babylonios
temptaris numeros. ut melius, quidquid erit, pati.
seu pluris hiemes seu tribuit Iuppiter ultimam,
quae nunc oppositis debilitat pumicibus mare Tyrrhenum:
sapias, vina liques et spatio brevi
spem longam reseces. dum loquimur, fugerit invida
aetas: carpe diem, quam minimum credula postero.“
„Не питай (ний не можем да узнаем) какъв ли край предвидили са боговете за теб и мен, Левкония, нито изпитвай Вавилонските пресмятания. Колко по-добре е да приемаме каквото дойде, дали е отредил за нас още зими Юпитер или последната е таз, която се разбива днес в скалите на Тиренското море. Мъдрец бъди и виното налей. Животът кратък е, ти остави встрани далечните надежди. Дори докато тъй говорим с теб отлита времето неумолимо. Цени мига, не вярвай ти напразно в утрешния ден.“

### Свързани изрази

#### Библейски
Изразът „Да ядем и да пием, Защото утре ще умрем“ идва от Исая 22:13 и 1 Коринтяни 15:32, като и двете са казани в негативен контекст илюстрирайки живот без вяра. Текстове с подобно значение има и в Еклесиаст 9:7 – 9.

#### Равински
В Pirkei Avoth 1:14 се съдържа фразата „Ако не сега, кога?“.

#### Латински
С фразата Collige, virgo, rosas („събери, момиче розите“) завършва поемата De rosis nascentibus (позната и като Idyllium de rosis), приписвана на Вергилий, насърчава младите да се радват на живота преди да е станало прекалено късно. Тази фраза (използвана в поемата „To the Virgins, to Make Much of Time“) е вдъхновила Джон Уилям Уотърхаус за творбите му „Събери розите си, докато можеш“.
Сродна, но малко отдалечена е фразата memento mori („помни, че си смъртен“). Всъщност memento mori често е използвана като синоним на carpe diem. Въпреки това двата основни елемента в memento mori са смирението и разкаянието, нито един от които не съвпада с посочената концепция за carpe diem. Затова двете фрази могат да се използват като описание на две различни гледни точки: с „carpe diem“ да се представи безгрижния живот, а с „memento mori“ – смиреното съществуване.
Подобна е фразата ubi sunt – „къде сте (сега)?“ – която намеква за мимолетността на живота, но не призовава към действие.
De Brevitate Vitae („Краткостта на живота“), често наричана и Gaudeamus igitur е популярна песен в академичните среди, в която се пее за радостта от студентския живот, със знанието, че един ден човек ще умре. Песента датира от 1287 г.
Самият Хораций пародира фразата в друга своя поема „Градската мишка и селската мишка“, в която използва изразът carpe viam, който означава „хвани пътя“. Целта е да се сравнят различните отношения на човек към света, веднъж от погледнат от града и втори път от село.

#### Древността
В „Епос за Гилгамеш“ Сидури се опитва да разубеди Гилгамеш в начинанието му да стане безсмъртен, като го подтиква да се наслаждава на живота, заявявайки: „А ти, Гилгамеш, напълни корема си с хубави неща; ден и нощ, нощ и ден, танцувай и бъди щастлив, радвай се и се весели. Нека дрехите ти бъдат нови, къпи се във вода, грижи се за детето, което държи ръката ти и прави жената в прегръдките ти щастлива, защото такава е човешката съдба“.